# Bitwa na Antokolu
Bitwa na Antokolu – niewielka bitwa stoczona w dwóch fazach 28 czerwca 1812 roku pomiędzy siłami rosyjskimi a francuskimi, zaś następnie polskimi. Miała miejsce w pierwszych dniach napoleońskiego najazdu na Rosję.
W pierwszej fazie starcia oddziały francuskich huzarów zostały pokonane przez rosyjską straż tylną, złożoną z Kozaków i jegrów. Mniej liczni Francuzi stracili kilkudziesięciu ludzi i kilkuset jeńców.
Dopiero po zakończeniu starcia do pozycji rosyjskich dotarła kompania z 6 pułku ułanów pod dowództwem majora Suchorzewskiego, która rozbiła Rosjan, biorąc kilkudziesięciu jeńców. Razem z oddziałami polskimi w walce brała udział mała grupa wileńskich studentów.